# 貝爾 H-12
貝爾 R-12/H-12（公司編號Model 48)是一款由貝爾直升機於1940年代研製的通用直升機。

## 發展
1946年，貝爾開始研發一款比Model 47大的新型通用直升機Model 42。Model 42共建造了三架原型機，但嚴重的轉旋翼問題和機械系統的複雜性阻礙了生產。最初的Model 42是民用型號，但美國空軍下令開發軍用版本，並命名Model 48。空軍共訂購兩架XR-12原型機。 Model 48的結構與Model 42非常相似，但旋翼桅杆較短。空軍原先訂購34架直升機，編號為R-12A，但於1947年取消。
空軍還訂購了另兩款原型機XR-12B以及YR-12B。該機可容納8名乘客加兩名飛行員，並帶有玻璃機頭，並非Model 42和XR-12的汽車式機頭。在飛行測試中，該直升機被重新命名為H-12，但結果不盡人意，因為主旋翼因葉片擺動和旋翼調速器性能不佳而出現重大問題。

## 型號
Model 42
貝爾對於民用豪華直升機市場的首次嘗試，共有5個座位。建造3架原型機，但嚴重的設計缺陷導致生產出現問題
Model 48
公司對 Model 42 軍用版本的命名，編號為R-12。其中兩架改裝為XR-12
Model 48A
Model 48的升級版本，裝配更強大動力的發動機和10個位子
XR-12
原型機，1947年重新編號為XH-12，共兩架
R-12A
量產版本，預計生產34架，但隨後遭取消
XR-12B
配備新引擎和增加1個座位版本的原型機，1947年重新編號為XH-12B，共1架
YR-12B
引擎更換成R-1340-55的XR-12B（其他配置皆相同），1947年重新編號為YH-12B，共10架
XH-12
1947年重新編號的XR-12
XH-12B
1947年重新編號的XR-12B
YH-12B
1947年重新編號的YR-12B.

### 書籍
- Andrade, John M. U.S.Military Aircraft Designation and Serials since 1909. Leicester, UK: Midland Counties Publications, 1979. ISBN 0-904597-22-9.
- The Illustrated Encyclopedia of Aircraft (Part Work 1982–1985). London, Orbis Publishing, 1985.
- Pelletier, A.J. Bell Aircraft since 1935. London: Putnam & Company Ltd., 1992. ISBN 1-55750-056-8.

## 外部連結
- Copter Ferry Hops To The Front – Popular Science (December 1950)
- The Unknown Helicopter – Vertical （页面存档备份，存于）